# Karl Heinrich Koch
Karl Heinrich Emil Koch (Ettersberg, 6 giugno 1809 – Berlino, 25 maggio 1879) è stato un botanico tedesco.
Nacque a Ettersberg, vicino Weimar. È conosciuto per la sua esplorazione del Caucaso, e in particolare del nord-est della Turchia. 
La maggior parte della sua collezione è andata perduta.
Divenne professore universitario a Jena nel 1836. Si trasferì presso l'università di Berlino nel 1847 dove visse fino alla morte.

## Opere
- Wanderungen im Oriente, 1846.
- Hortus dendrologicus, 1853-1854.
- Dendrologie, 1869 bis 1873.
- Die deutschen Obstgehölze, 1876.